# Strada statale 108 Silana di Cariati
La Strada Statale 108 Silana di Cariati (SS 108), ora strada provinciale 245 (SP 245), è una strada statale della Calabria.
Collega la costa tirrenica partendo da Campora San Giovanni dall'innesto con la strada statale 18 Tirrena Inferiore con l'Autostrada A2.
È una tipica strada di collina che si inoltra verso l'interno della Sila calabrese toccando i centri di Aiello Calabro e Grimaldi e termina nell'innesto con la SS 19 delle Calabrie presso Piano Lago nel comune di Mangone, nelle vicinanze dello svincolo di Rogliano dell'Autostrada A2.
La gestione della strada è passata dall'ANAS alla Provincia di Cosenza, così come è accaduto per la diramazione SS 108 ter, che da San Giovanni in Fiore raggiunge Cariati sulla costa ionica, completando in origine il percorso di attraversamento della regione da un mare all'altro.
La diramazione SS 108 bis è ancora gestita dall'ANAS e collega la località Coraci nel comune di Colosimi con il bivio Garga, vicino a San Giovanni in Fiore.